# Doddegowdanakoppalu, Shrirangapattana
Doddegowdanakoppalu là một làng thuộc tehsil Shrirangapattana, huyện Mandya, bang Karnataka, Ấn Độ.